# Preajba de Jos
Preajba de Jos – wieś w Rumunii, w okręgu Dolj, w gminie Teslui. W 2011 roku liczyła 222 mieszkańców.